# 맬컴 턴불
맬컴 블라이 턴불(영어: Malcolm Bligh Turnbull, 1954년 10월 24일 ~ )은 오스트레일리아의 정치인이다. 2015년 9월 15일부터 2018년 8월 24일까지 제29대 오스트레일리아의 총리 겸 오스트레일리아 자유당의 당수를 지냈다.

## 생애
1954년 시드니에서 태어났으며, 1963년 부모의 이혼으로 편부 가정에서 자랐다. 1973년 시드니 대학교에 진학해 법학과 정치학을 전공하면서 법학 박사 학위를 받았으며 이후 세계에서 1년에 85명만 뽑는 로즈 장학생(Rhodes Scholar)에 선발돼 영국 옥스퍼드 대학교에서 공부했다.
옥스퍼드 대학교 졸업과 함께 오스트레일리아로 귀국한 이후에는 기자 생활을 잠시 하다 5년간 변호사로 활동했다. 특히 변호사 시절에는 영국 정보 당국의 음모를 파헤친 전 비밀요원 피터 라이트의 폭로 회고록 《스파이캐처》가 오스트레일리아에서 출간되는 것을 막으려는 영국 정부에 맞서 소송을 제기하면서 유명세를 탔다.
1993년부터 2000년까지 오스트레일리아의 공화주의 정치 단체인 오스트레일리아 공화국 운동(Australian Republic Movement)의 회장을 역임했다. 1999년 오스트레일리아에서 군주제를 유지할 것인지, 공화제로 변경할 것인지의 여부를 묻는 국민투표가 실시되던 당시에는 공화제 지지파 진영의 지도자를 맡았지만 국민투표에서는 군주제를 유지하는 안건이 가결되었다.
40대에는 투자은행 골드만삭스 오스트레일리아 법인을 설립해 벤처 자본가로 명성을 떨쳤고, 이후 벌목회사 액시엄 회장, 인터넷회사 오즈이메일 CEO를 역임하면서 억만장자가 됐다. 2004년 정계에 입문해 환경장관에 발탁됐으며 2008년에는 자유당 대표 등을 지냈다. 그리고 2013년 통신부 장관을 맡았고, 2015년 9월 정치입문 11년 만에 총리가 됐다.
2015년 9월 14일에 치러진 오스트레일리아 집권당인 오스트레일리아 자유당 대표 선거에서, 토니 애벗 오스트레일리아의 총리를 55 대 44로 누르고 신임 오스트레일리아의 총리가 됐다. 취임 직후 여성과 온건 보수 성향 지지자들을 기용한 내각이 구성되었는데, 머리스 페인이 국방부 장관에 지명되었으며(이는 오스트레일리아 최초의 여성 국방부 장관 임명 사례다) 스콧 모리슨이 재무장관에 기용됐다. 줄리 비숍 외무장관, 바너비 조이스 농업장관, 앤드루 롭 통상장관은 유임되었다. 빌 쇼튼 야당 대표는 턴불 총리의 내각 구성을 두고 "지지자들에겐 보상하고 애벗 충성파를 처단했다. 의미 있는 변화를 기대하긴 어려울 것"이라 평가했다.
턴불은 오스트레일리아 정가에서 손꼽히는 자산가로 기자, 변호사, 투자은행가로 활동하면서 금융과 법, 통신 부문에 정통하다는 평가를 받고 있다. 아울러 보수주의 정당인 자유당 소속이지만 기후 변화 정책 지지, 공화제 변경 지지, 동성결혼 합법화 지지 의사 등을 보인다는 점에서 "보수의 이단아"란 평가를 받는다.
오스트레일리아 정부는 2017년 11월 7일부터 11월 15일까지 동성결혼 합법화를 위한 국민투표를 실시했다. 맬컴 턴불 前 오스트레일리아의 총리는 동성결혼을 지지하는 입장을 표명하였으며 투표 기간 동안에는 "동성결혼 안건이 국민투표에서 국민 다수의 지지를 얻는다면 동성결혼을 합법화하겠다"는 뜻을 밝혔다. 오스트레일리아는 2018년 1월 9일을 기해 동성결혼이 합법화되었다. 2018년 8월 24일에는 오스트레일리아 자유당 당수가 스콧 모리슨으로 교체됨에 따라 오스트레일리아의 총리직에서 물러나게 되었다.

## 역대 선거 결과
| 선거명      | 직책명                     | 대수 | 정당                  | 1차 득표율 | 1차 득표수 | 2차 득표율 | 2차 득표수 | 결과 | 당락                   |
| ----------- | -------------------------- | ---- | --------------------- | ---------- | ---------- | ---------- | ---------- | ---- | ---------------------- |
| 2004년 선거 | 하원의원 (웬트워스 선거구) | 41대 | 오스트레일리아 자유당 | 41.79%     | 30,771표   | 55.48%     | 40,847표   | 1위  | 웬트워스 하원의원 당선 |
| 2007년 선거 | 하원의원 (웬트워스 선거구) | 42대 | 오스트레일리아 자유당 | 50.37%     | 44,463표   |            |            | 1위  | 웬트워스 하원의원 당선 |
| 2010년 선거 | 하원의원 (웬트워스 선거구) | 43대 | 오스트레일리아 자유당 | 59.57%     | 51,634표   |            |            | 1위  | 웬트워스 하원의원 당선 |
| 2013년 선거 | 하원의원 (웬트워스 선거구) | 44대 | 오스트레일리아 자유당 | 63.32%     | 58,306표   |            |            | 1위  | 웬트워스 하원의원 당선 |
| 2016년 선거 | 하원의원 (웬트워스 선거구) | 45대 | 오스트레일리아 자유당 | 62.26%     | 52,353표   |            |            | 1위  | 웬트워스 하원의원 당선 |

## 같이 보기
- 2016년 오스트레일리아 의회 선거